# Wilhelminavijver
De Wilhelminavijver ligt in het Wilhelminapark dat onderdeel is van  rijksbeschermd dorpsgezicht Prins Hendrikpark e.o., in Baarn, Nederland.
De Wilhelminavijver ligt op het hoogste punt van Wilhelminalaan. De vijver is in de periode 1896/1897 aangelegd door H. Sweris. Met het aanleggen van de vijver wilde hij het park aantrekkelijker maken. Rond de eeuwwisseling van de 19e naar de 20ste eeuw is er een wielerbaan aangelegd doch toen deze niet succesvol bleek, is de baan na enkele jaren weer afgebroken.